# Sierra Capri
Sierra Capri (Baltimore, 8 de septiembre de 1998) es una actriz estadounidense, reconocida por interpretar el papel de Monse Finnie en la serie de televisión On My Block.

## Carrera
Capri inició su carrera como actriz realizando pequeñas apariciones en las películas Hidden Figures y Neighbors 2: Sorority Rising. Mientras trabajaba en la primera, audicionó para la serie original de Netflix On My Block. En una entrevista con Terroir en 2018, Capri recordó: "Me estaba preparando para cualquier cosa en ese momento, no me di cuenta hasta que uno de los directores de casting me envió un correo electrónico preguntándome si deseaba entrevistarme con uno de los productores. Y resultó ser Lauren Iungerich, la creadora del show". Después de aceptar el papel principal de Monse Finnie, una adolescente latina, Capri dejó la universidad para concentrarse en la serie. On My Block recibió aclamación de la crítica y el elenco fue elogiado por sus actuaciones. Aunque no es latina, Capri afirmó que se le puede relacionar con Monse Finnie "en el sentido de que soy multicultural".
En 2019 Capri protagonizó la película independiente American Skin, estrenada en el Festival de Cine de Venecia en septiembre. Ese mismo año fue invitada a formar parte de una recreación de la histórica fotografía "A Great Day in Harlem" de Art Kane, organizada por la división Strong Black Lead de Netflix.

## Filmografía

### Cine
| Año  | Título                       | Papel | Notas         |
| ---- | ---------------------------- | ----- | ------------- |
| 2016 | Hidden Figures               | Cameo | No acreditada |
| 2016 | Neighbors 2: Sorority Rising | Cameo | No acreditada |
| 2019 | American Skin                | Kai   |               |

### Televisión
| Año       | Título      | Papel        | Notas        | Ref.  |
| --------- | ----------- | ------------ | ------------ | ----- |
| 2018–2021 | On My Block | Monse Finnie | 38 episodios | [ 7 ] |